# Rohrsen
Rohrsen egy község Németországban, a Weser-Nienburgi járásban. Lakosainak száma 1115 fő (2023. december 31.).

## Népessége
| Lakosok száma | 1025 | 1014 | 1020 | 1082 | 1112 | 1115 |
|               | 2016 | 2017 | 2019 | 2021 | 2022 | 2023 |